# Ellen Ammann

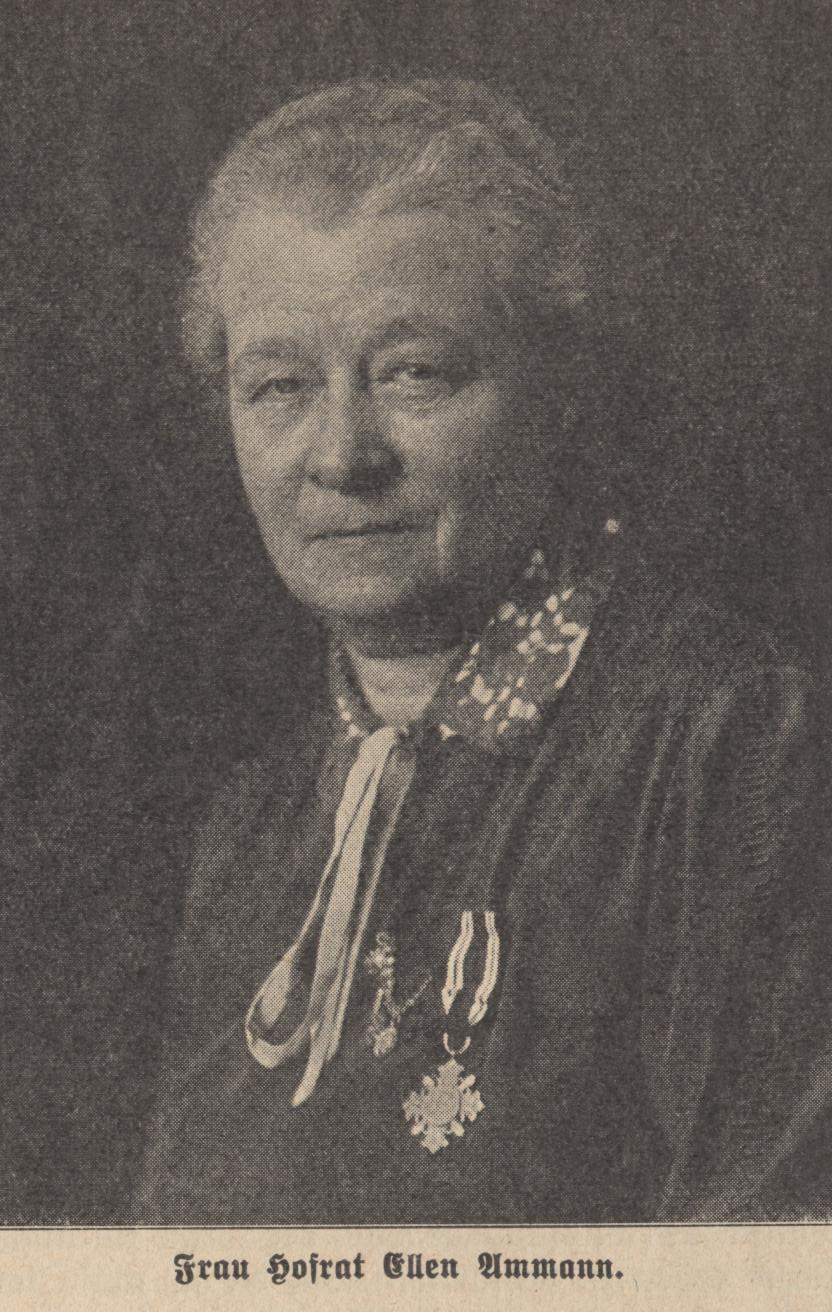
Ellen Ammann mit dem päpstlichen Ehrenkreuz „Pro Ecclesia et Pontifice“

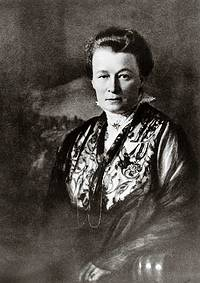
Ellen Ammann um 1920

Ellen Aurora Elisabeth Morgenröte Ammann, geborene Sundström (* 1. Juli 1870 in Stockholm; † 23. November 1932 in München), war eine schwedisch-deutsche Politikerin (BVP), Gründerin des katholischen Bayerischen Frauenbundes, Landtagsabgeordnete und kirchliche Aktivistin. Sie war eine Wegbereiterin der modernen Sozialarbeit und hatte wesentlichen Anteil an der Niederschlagung des Hitlerputsches 1923 in München.

## Leben und Wirken
Die protestantisch getaufte Ellen Sundström wurde von ihrer Mutter, die 1881 heimlich, im dänischen Ausland, zum katholischen Glauben konvertierte, im Geist der katholischen Kirche erzogen. Ihre Eltern ermöglichten es, dass sie die – an sich für Diplomatenkinder bestimmte – Franska skolan (Französische Schule) besuchen konnte, an der Ordensschwestern (Sœurs de Saint-Joseph de Chambéry) unterrichteten. Im Alter von 14 Jahren konvertierte sie zum katholischen Glauben. Nach dem Abitur unternahm sie mit ihrer Mutter eine lange Deutschlandreise. Fast ein Jahr war sie Gast von Clemens Heereman von Zuydwyck und seiner Familie auf Schloss Surenburg bei Riesenbeck – eine Zeit, die sie für ihr Leben prägte.
Nach der Rückkehr nach Schweden studierte sie schwedische Heilgymnastik, als dessen Begründer Pehr Henrik Ling gilt. Das Studium schloss Ellen Sundström nicht ab, da sie sich in den deutschen Orthopäden Ottmar Ammann verliebte, der zur Weiterbildung in ebendieser Heilgymnastik in Stockholm weilte und bei Familie Sundström zur Untermiete wohnte. Im Oktober 1890 heirateten sie, und die 20-jährige Ellen Ammann zog mit ihrem Mann nach München. Der Ehe entstammten sechs Kinder, fünf Söhne und eine Tochter. Der älteste Sohn Albert Maria (1892–1974) wurde katholischer Priester, Kirchen- und Kunsthistoriker. Auch seine Brüder machten Karriere als Kaufleute in den USA, Hongkong und Shanghai. Tochter Maria Ammann war Wohlfahrtspflegerin und langjährige Leiterin der von ihrer Mutter gegründeten Sozialschule.
Bald engagierte sich Ellen Ammann in karitativer Ehrenarbeit. 1895 war sie Mitbegründerin des Marianischen Mädchenschutzvereins. Zwei Jahre später gründete sie, mit Unterstützung der Gräfin Christiane von Preysing-Lichtenegg-Moos, die erste katholische Bahnhofsmission in München, die sie mehr als zwei Jahrzehnte leitete. Ferner war sie aktiv an der Gründung des Münchner Zweigvereins des Katholischen Frauenbundes beteiligt, dessen Vorsitz sie am 6. Dezember 1904 übernahm. Gegenüber Erzbischof Michael von Faulhaber forderte sie Diakonatsweihe für sich und ihre Mitgründerinnen, was der jedoch ablehnte. 1911 gründete sie den bayerischen Landesverband des Katholischen Frauenbundes.
Ellen Ammann erkannte sehr bald, dass „über die die höhere Mädchenschule abschließende Frauenschule hinaus besondere weibliche Bildungsstätten einzurichten sind, die für die sozial-karitative Tätigkeit der besoldeten oder ehrenamtlichen Sozialbeamtinnen und Hilfskräfte auf diesem Gebiet vorbilden“. „Geistige Mütterlichkeit“ allein reichte ihr nicht mehr. Sie vertrat die Ansicht:

„Soziale Arbeit darf nicht im Dilettantentum stecken bleiben, denn sie ist verantwortungsvolle Arbeit am Menschen, mehr wie jede andere.“

Aus dieser Erkenntnis heraus begann Ellen Ammann im Herbst 1909 mit dem Auf- und Ausbau einer sozial-karitativen Frauenschule, die 1916 auf zwei Jahre ausgeweitet wurde, mit je einem Examen nach der einjährigen Unter- und nach der einjährigen Oberstufe. Unterstützung erfuhr sie von Elisabeth Hopmann und Alice Salomon. An Letztgenannte schrieb Ellen Ammann 1916:

„Verehrtes, hochgeschätztes Frl. Doktor,

es ist soweit! Die sozial-caritative Frauenschulung in München bietet endgültig, dank ihrer Unterstützung und geistigen Anregung, eine Schulung von geschlossenen Kursen an … Sie haben wesentlich zur Etablierung einer sozial-caritativen Frauenschulung in München, ja in Bayern, beigetragen

Herzlichst

Ihre

Ellen Ammann“

Bis zu ihrem Tod unterrichtete sie einmal wöchentlich das Fach „Frauenfrage und Frauenbewegung“. Die von Ellen Ammann gegründete Bildungsinstitution war eine der ersten programmatischen Ausbildungsstätten für soziale Arbeit in Deutschland. Ihre Tochter Maria Ammann leitete die soziale Frauenschule von 1929 bis 1961, die im Juli 1970 in die heutige Katholische Stiftungshochschule München integriert wurde.
1914 wurde Ellen Ammann für ihren sozial-karitativen Einsatz mit dem Päpstlichen Orden Pro Ecclesia et Pontifice ausgezeichnet.
Sie gründete 1919 die Vereinigung Katholischer Diakoninnen (heute: Säkularinstitut Ancillae Sanctae Ecclesiae), deren Ursprungsimpuls auf die Idee vom sog. „dritten Frauenberuf“ zurückreicht. Diesbezüglich bilanzierte sie:

„Wir brauchen neben der verheirateten Frau eine Schar von unverheirateten Frauen, die unabhängig sind, die aus Liebe zu Gott verzichtet haben auf die Ehe und sich ganz rückhaltlos der Bewegung, der sozialen Versöhnungsarbeit, der Caritas gewidmet haben mit allen ihren Kräften, und zwar nicht als Klosterfrauen, sondern in jenem dritten Beruf der Jungfrau in der Welt, der noch zur vollen Blüte sich entfalten muß.“

Nach Einführung des Frauenwahlrechts im November 1918 wurde Ellen Ammann als eine der ersten Frauen 1919 für die Bayerische Volkspartei in den Bayerischen Landtag gewählt, dem sie bis 1932 angehörte. Sie vertrat im Bayerischen Landtag die Tätigkeitsbereiche Jugendfürsorge, Gesundheitswesen, öffentliche Fürsorge und Wohlfahrtspflege.
Als eine der wenigen Politiker der damaligen Zeit betrachtete sie mit besonderer Sorge die zunehmende „Erstarkung des Nationalsozialismus, dessen Gefahr sie von Anfang an erkannte, richtig einschätzte und frühzeitig genug davor warnte. Sie bemühte sich im Frühjahr 1923 um eine Ausweisung Adolf Hitlers aus Bayern. Sie war wesentlich an der Niederschlagung des Hitlerputsches vom 9. November 1923 beteiligt. Nachdem sie vom geplanten Marsch zur Feldherrnhalle erfahren hatte, versammelte sie alle erreichbaren Regierungsmitglieder in ihrer Schule.“ An diesem bis dahin unpolitischen Ort vermutete niemand die Regierungsvertreter, sodass sie in derselben Nacht eine Resolution an das bayerische Volk verfassen konnten, die den Putsch als Staatsverbrechen verurteilte. Ammann sorgte durch ihre frühzeitigen Hinweise auch dafür, dass rechtzeitig Einheiten der Reichswehr nach München verlegt werden konnten. Der seinerzeit amtierende bayerische Kultusminister Franz Matt erinnerte sich später mit den Worten:

„Die Kollegin Ammann hatte damals mehr Mut bewiesen als manche Herren.“

Unmittelbar nach einer Rede im Parlament über die Hilfe für die kinderreichen Familien starb Ellen Ammann 1932 an den Folgen eines Schlaganfalls.

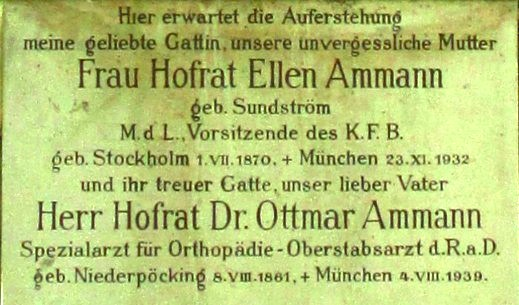
Grabinschrift

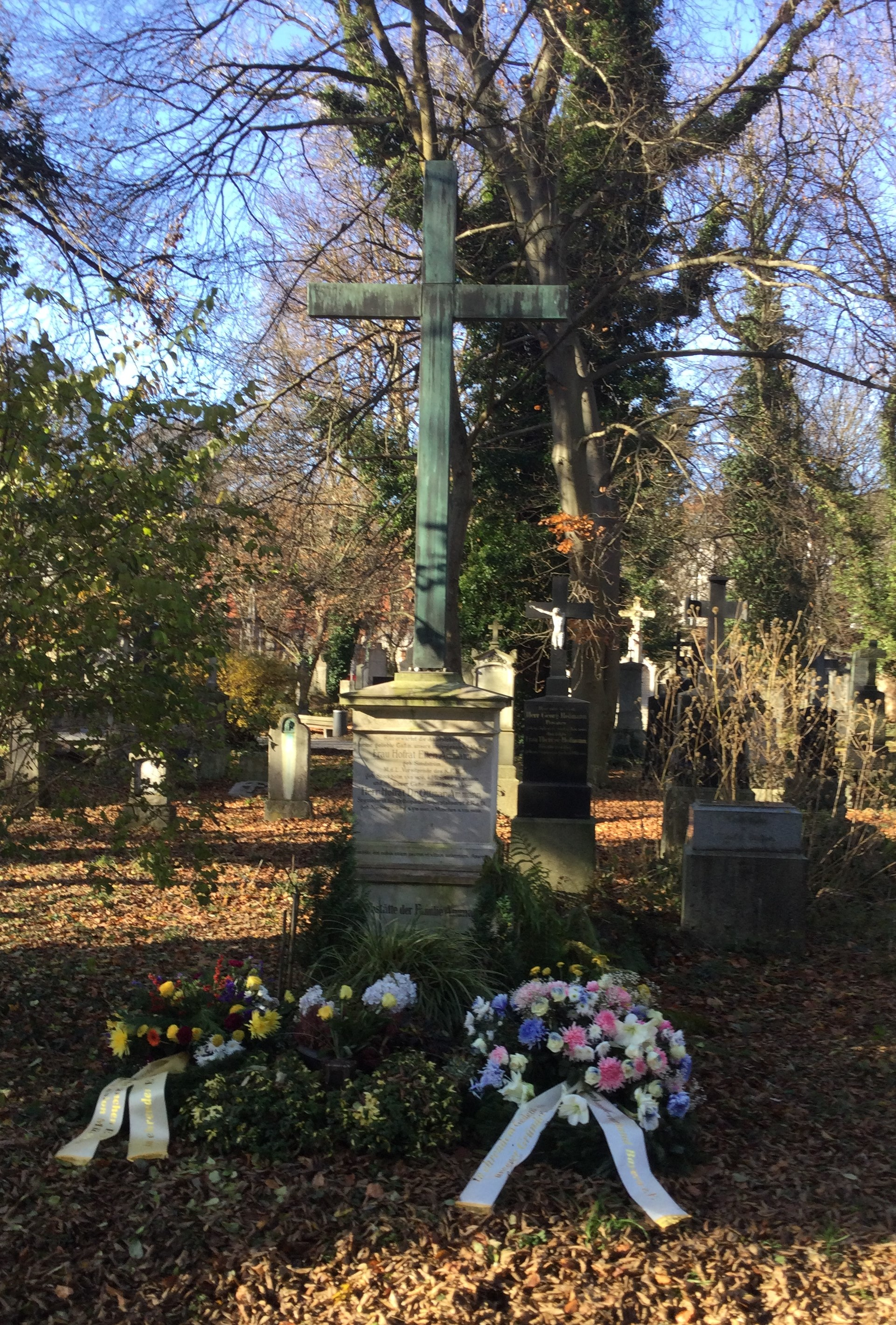
Grabstätte von Ellen und Ottmar Ammann

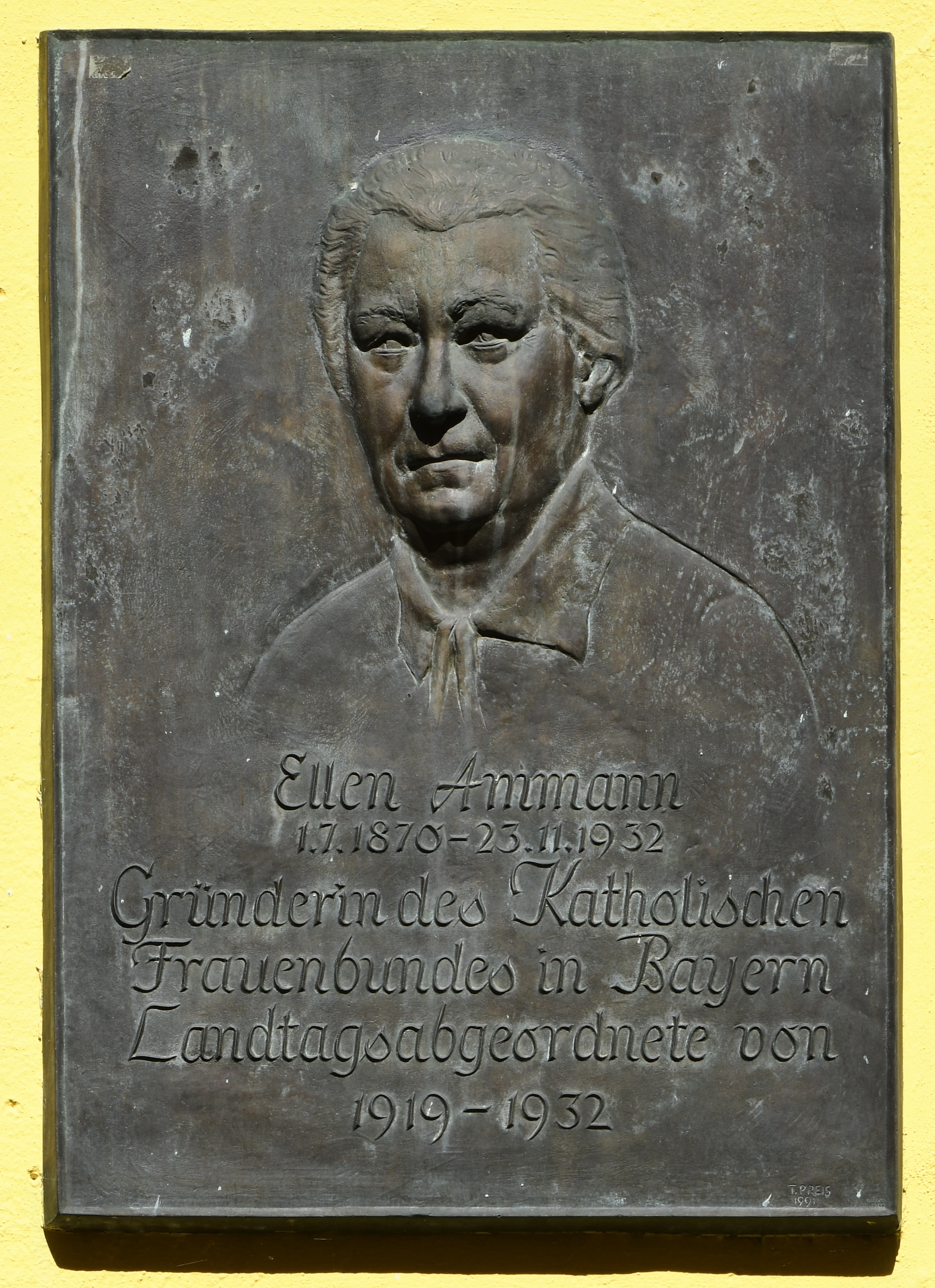
Gedenktafel. An der Fassade des Mietshauses Schraudolphstraße 1, Haus der Familie, findet sich die im Jahr 1991 durch den Bildhauer Toni Preis gefertigte Tafel, Ausführung in Halbrelief. Gewohnt hatte die Familie Ammann vorerst im nicht erhaltenen Gebäudekomplex Theresienstraße 25, in dessen Hinterhof sich die Praxis des Dr. Ottmar Ammann befand. Ebenso gab es seit ca. 1900 im Grundstück eine Kapelle. Um das Jahr 1917 bezog die Familie eine Wohnung im nicht erhaltenen Mietshaus Leopoldstraße 27, im Erdgeschoß. Zustand 2020. Inschrift: Lebensdaten, Gründerin des Katholischen Frauenbundes in Bayern – Landtagsabgeordnete von 1919 — 1932

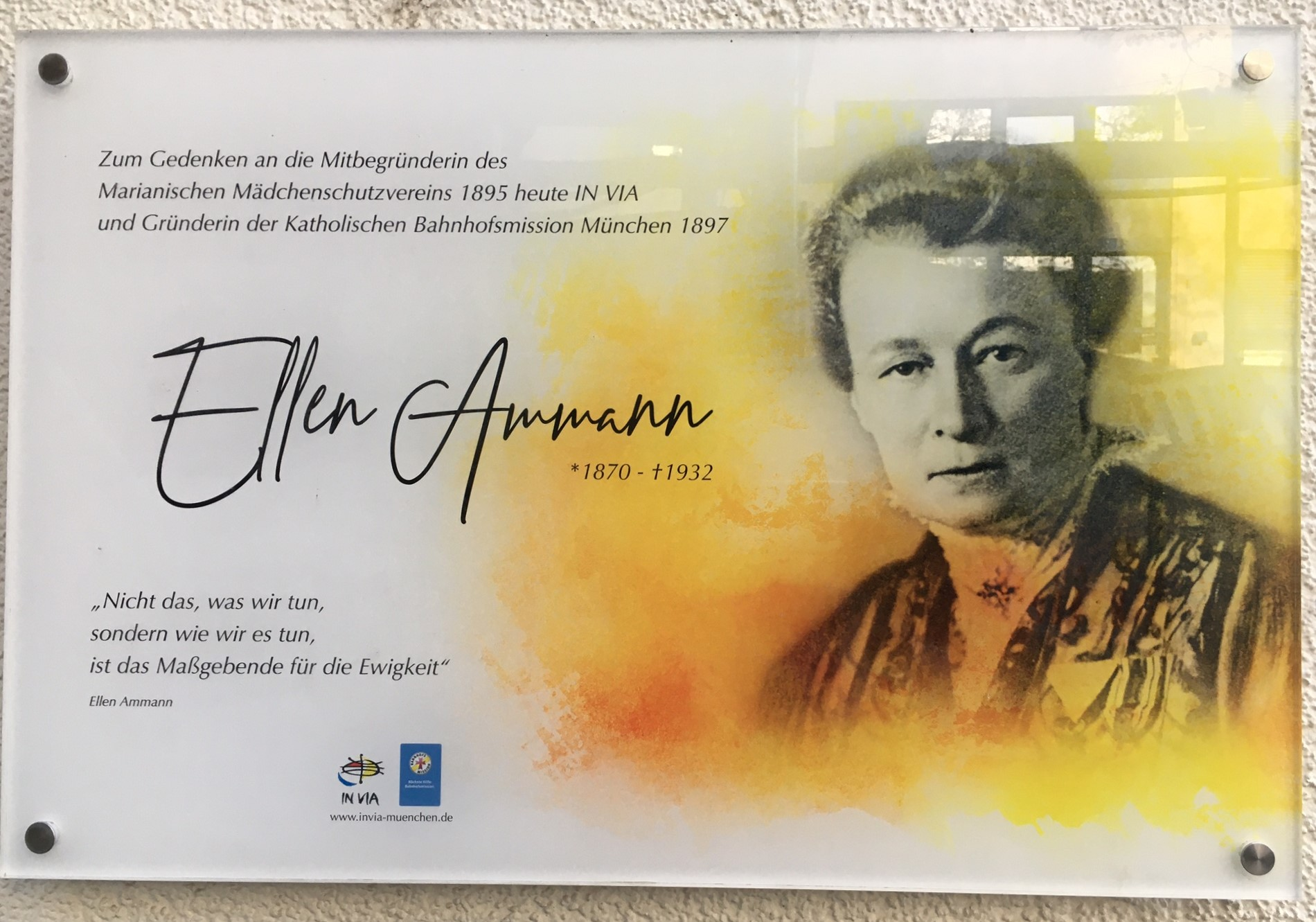
Informationstafel IN VIA Jugendwohnheim München Goethestraße

## Grabstätte und Dauerausstellung
Jedes Jahr begeht der KDFB-Landesverband gemeinsam mit den Vertretern des Ellen-Ammann-Netzwerkes Ellen Ammanns Todestag mit einer Andacht und einer Kranzniederlegung an ihrem Grab. Dieses befindet sich auf dem Alten Südlichen Friedhof in München (Grabfeld 32-Reihe 1-Grab 12/13 – Standort). 
Seit 2022 gibt es im Eingangsbereich des Ellen-Ammann-Hauses in München (in der Schraudolphstraße 1) eine Dauerausstellung mit dem Titel „Mein Name ist Ellen Ammann …“ Sie ist zu den Öffnungszeiten des Hauses öffentlich zugänglich.

## Namensgeberin für Straßen
Nach Ellen Ammann wurden in mehreren Orten Straßen und Wege benannt:
- Ellen-Ammann-Straße in Bamberg
- Ellen-Ammann-Straße in Ingolstadt
- Ellen-Ammann-Weg in München-Blumenau[15]
- Ellen-Ammann-Weg in Regensburg

## Ehrungen
- Päpstliches Ehrenkreuz „Pro Ecclesia et Pontifice“
- Caritas-Kinderhaus „Ellen Ammann“ in München-Hadern
- „Ellen-Ammann-Preis“ des Katholischen Deutschen Frauenbundes, Landesverband Bayern

- Anlässlich des 150. Geburtstages von Ellen Ammann ersuchte der bayerische Landesverband des Katholischen Deutschen Frauenbundes (KDFB), unterstützt vom Münchener Weihbischof Wolfgang Bischof, Kardinalerzbischof Reinhard Marx um die Einleitung eines Seligsprechungsverfahrens. Das Anliegen unterstützen außerdem folgende weitere von Ellen Ammann gegründete Einrichtungen: Säkularinstitut Ancillae Sanctae Ecclesiae – Diakoninnen im Alltag, Katholische Bahnhofsmission München, IN VIA Bayern und IN VIA München, KSH, Katholische Polizeiseelsorge Bayern, Landfrauenvereinigung im KDFB, VerbraucherService Bayern im KDFB, Familienpflegewerk des KDFB und Bildungswerk des KDFB.